# Claire Parkinson

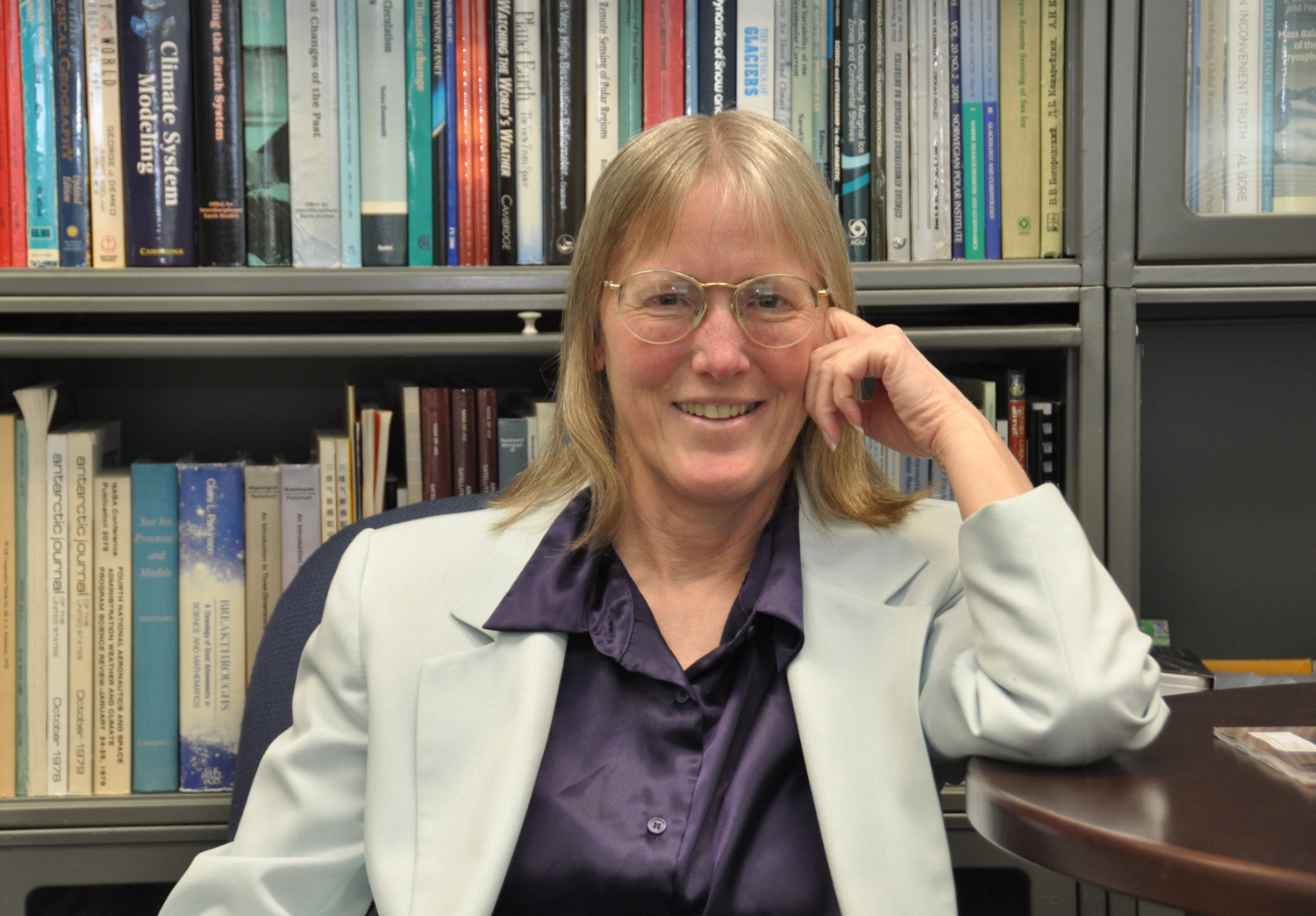
Claire Parkinson 2010

Claire Lucille Parkinson (* 21. März 1948 auf Long Island, New York) ist eine US-amerikanische Klimaforscherin am Goddard Space Flight Center der NASA.
Sie ist vor allem für ihre Beiträge zum Verständnis der Änderungen von Polareis und Polarmeeren mithilfe Satelliten- und Ballon-gestützter Messungen bekannt. Sie leitet das Projekt des Aqua-Satelliten im Rahmen des Earth Observing System (EOS) der NASA.
Claire Parkinson wuchs auf Long Island und in Vermont auf. Sie erwarb am Wellesley College 1970 einen Bachelor in Mathematik und an der Ohio State University 1974 einen Master beziehungsweise 1977 mit der Arbeit A Numerical Simulation of the Annual Cycle of Sea Ice in the Arctic and Antarctic einen Ph.D. in Geographie und Klimatologie. Nach Forschungsarbeit am National Center for Atmospheric Research ist Parkinson seit 1978 am Goddard Space Flight Center tätig, wo sie seit 1993 das Aqua-Projekt leitet. Neben der Klimatologie befasst sich Parkinson mit Wissenschaftsgeschichte und Bürgerrechtsfragen.
Parkinson ist Mitglied folgender Wissenschaftsakademien: National Academy of Engineering (2009), American Philosophical Society (2010), American Association for the Advancement of Science (2010, Fellow), National Academy of Sciences (2016), American Academy of Arts and Sciences (2018). Außerdem ist sie gewähltes Mitglied (Fellow) der American Meteorological Society (2000) und American Geophysical Union (2016), die ihr 2020 ihre Roger Revelle Medal verlieh.